# Zhou Mi (bádminton)
Zhou Mi (en chino: 周蜜; Nanning, 18 de febrero de 1979) es una deportista china que compitió en bádminton, en la modalidad individual.
Participó en los Juegos Olímpicos de Atenas 2004, obteniendo una medalla de bronce en la prueba individual. Ganó dos medallas en el Campeonato Mundial de Bádminton, plata en 2001 y bronce en 2003.

## Palmarés internacional
| Juegos Olímpicos   | Juegos Olímpicos         | Juegos Olímpicos  | Juegos Olímpicos |
| Año                | Lugar                    | Medalla           | Prueba           |
| ------------------ | ------------------------ | ----------------- | ---------------- |
| 2004               | Atenas (Grecia)          | Medalla de bronce | Individual       |
| Campeonato Mundial |                          |                   |                  |
| Año                | Lugar                    | Medalla           | Prueba           |
| 2001               | Sevilla (España)         | Medalla de plata  | Individual       |
| 2003               | Birmingham (Reino Unido) | Medalla de bronce | Individual       |